# ベースボール北海道
ベースボール北海道（ベースボールほっかいどう）は、日本の北海道を活動地域とし、2011年開始予定だったプロ野球独立リーグ。

## ベースボール北海道
2009年12月の報道では、設立スタッフは「企業を経営しながらNPO法人で環境問題に取り組んできたメンバーが中心」であった。広告代理店を経営する中田元茂が統括プロデューサーだった。

### 2009年11月10日・初期構想発表時
- 2010年10月に16〜25歳を対象にトライアウトを実施し、道内出身者を中心としたチーム（1チーム25人）を札幌と小樽に設立。
- 1年目の2011年は、「お披露目の年」と位置づけ、札幌、小樽の2チームのみで試合を開催。
- 2年目の2012年は、旭川、苫小牧を加えて4チームに増やし、リーグ戦を開始。
- 将来的には、函館、帯広・釧路を加えて6チームによるリーグ戦を目指す。
- 4月～10月に72試合を実施し、選手給与は10万円程度を予定。
- 初年度は1試合平均500～1000人の集客を見込んでいる。
- 運営費は1チーム1億5千万程度とし、既にスポンサーとして道内約30の企業・個人が名乗りを上げているほか、年2千円で入場券5枚などが付いた会員券の販売を計画。会員券の販売目標について、2009年12月に「2010年度中に20万人（4億円）」と報じられていた[2]。上記の「スポンサー」は会員券に自社のサービスに対する特典を付ける（スポンサーに対する広告料を初年度は免除）予定で、2009年12月の時点で会員券の購入申し込みも「100件近くに上っている」とされていた[1]。

- リーグ運営会社は、株式会社ではなく財団法人とし、ゼネラルマネージャーに日本ハムファイターズOBの広瀬哲朗が就任（後に取り消し。理由は後述）。
- プロ野球OBに監督、コーチを要請し、2010年4月までに選定する。

### その後の動向
- 2009年10月22日、設立準備室は「本州の独立リーグの長所を学び、夢のあるリーグをつくり、地域を活性化したい。詳しくは（11月10日の）会見で明らかにする」と語っている（11月10日の会見内容は上述）。
- 2010年1月29日、ゼネラルマネージャーに就任予定だった広瀬が、参加を取りやめると報道される。2009年11月よりPR活動に参加していたが、正式な契約はまだ結んでおらず、2010年1月25日に運営団体に「協力できない」と伝えたとしている。広瀬は「責任者の方々と信頼関係を築くことができなかった。すばらしい取り組みだと思っていただけに残念」とコメントしている[3]。

その後、初期構想で明らかにされた監督・コーチの選任やトライアウトなどの予定を過ぎても、続報がなされない状態となっている。2010年6月には元埼玉西武ライオンズの三井浩二（足寄町出身）が「手助けを依頼され、前向きに考えている」と報じられたが、こちらもその後の報道はない。それ以降もまったく発表や報道がされないまま、当初の開幕予定だった2011年4月を迎えることとなった。

### 沿革
- 2009年
  - 10月22日　札幌市に「独立リーグ設立準備室」を結成。11月10日に道庁内で記者会見を行い、構想を発表すると報道[5]。
  - 11月10日　独立リーグ「ベースボール北海道」の設立とリーグの構想を発表。2011年より、2チームでの開幕を予定していた[6]。